# Kongregationen for gejstligheden
Kongregationen for gejstligheden er en del af Den romerske kurie. Den blev frem til 2018 ledet af kardinal Darío Castrillón Hoyos. Den har ansvaret for det katolske gejstlighed, det vil sige diakoner og præster. Katolske biskopper er underlagt deres egen kongregation.